# Visco
Visco (friülà Visc) és un municipi italià, dins de la província d'Udine. L'any 2007 tenia 760 habitants. Limita amb els municipis d'Aiello del Friuli, Bagnaria Arsa, Palmanova i San Vito al Torre.
Durant la Segona Guerra Mundial hi havia un camp de concentració de presoners civils a Visco. Entre 1941 i 1943 hi van passar almenys 3000 presoners, serbis, croats, bosnians i montenegrins, com a part del projecte feixista de neteja ètnica dels territoris eslaus annexionats al Regne d'Itàlia l'abril de 1941.